# 手 (映画)
『手』は、松居大悟監督、福永朱梨主演で2022年9月16日に公開された日本映画。

## 概要
日活ロマンポルノ50周年を記念したプロジェクト「ROMAN PORNO NOW」で製作された作品の一つ。山崎ナオコーラの同名小説を原作に年上男性とばかり交際しているのに、父親とうまくいかない女性の姿を描く。
監督の松居は「旧知のプロデューサーが震えるように企画書を出してきたので、これはやらねばと思った」と述べている。
R18+作品。

## あらすじ
今まで付き合った交際相手は年上ばかりで、中年男性の写真を撮りコレクションするのが趣味のさわ子。しかし年上おじさん好きにもかかわらず、父親とはうまく話せず、ぎくしゃくとした関係が続いていた。そんな中、同世代の森が現れ、彼との距離が縮まっていく。

## 登場人物
さわ子
演 - 福永朱梨
森
演 - 金子大地
上司
演 - 津田寛治
妹
演 - 大渕夏子
父
演 - 金田明夫
- 田村健太郎
- 岩本晟夢
- 宮田早苗
- 三上市朗
- 中村まこと
- 島田曜蔵
- 本折最強さとし
- 三島ゆたか
- 村上航
- 加瀬澤拓未
- 目次立樹
- 池田恵理

## スタッフ
- 監督：松居大悟
- 原作：山崎ナオコーラ『手』
- 脚本：舘そらみ
- 製作：鳥羽乾二郎
- エグゼクティブプロデューサー：福家康孝
- プロデューサー：結城未来 紀嘉久 加藤毅
- 撮影：高木風太
- 照明：秋山恵二郎
- 録音：西條博介
- 装飾：龍田哲児 前屋敷恵介
- 衣装：中泉貴子
- ヘアメイク：木戸出香
- 持道具：加賀谷悠衣
- 編集：松山圭介
- 音楽：森優太
- 主題歌：『スロウタイム』Ring Ring Lonely Rollss[5]
- 助監督：山本敦貴
- 制作担当：長島紗知
- スチール：関信行